# Raymond Smullyan

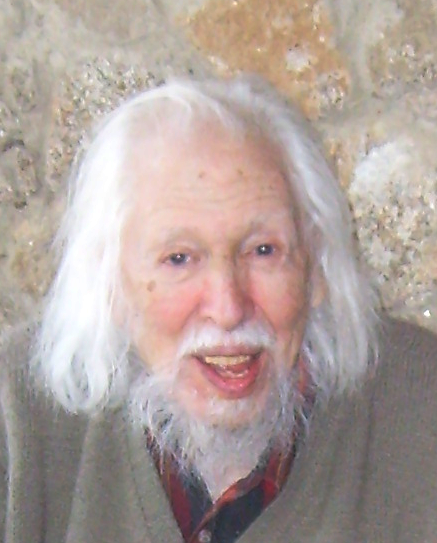
Raymond Smullyan (2008)

Raymond Merrill Smullyan (New York, 25 maggio 1919 – New York, 6 febbraio 2017) è stato un matematico, filosofo, scrittore e prestigiatore statunitense.

## Biografia
Nato a  Far Rockaway, nel Queens, uno dei cinque distretti di New York, mostrò fin dalla più tenera età grande interesse per la musica, e specialmente per il pianoforte, che iniziò a suonare all'età di tre anni. Quando Smullyan aveva quattro anni, la madre scoprì che il figlio aveva l'orecchio assoluto. Durante la sua giovinezza Smullyan si avvicinò allo studio della scienza, dedicandosi al radioamatorialismo e alla chimica. Studiando allo stesso tempo pianoforte e violino, nel 1931 vinse la competizione della Settimana della musica di New York, decidendo così di dedicare la sua carriera musicale al pianoforte. Dovette però abbandonare lo strumento a causa di una tendinite al braccio destro poco dopo aver iniziato ad insegnare al Roosevelt College di Chicago; ciò però gli permise di approfondire i suoi studi di matematica. Dopo aver lasciato l'insegnamento, rimase disoccupato per diverso tempo, tenendosi però attivo sviluppando le sue conoscenze di matematica e creando i suoi primi problemi di scacchi. Entrato al college grazie agli esami del College Board, mentre era ancora una matricola studiava in corsi avanzati di matematica e si sostentava economicamente grazie alla sua attività di prestigiatore. Ottenne poi il diploma di Bachelor of Science all'Università di Chicago nel 1955 e il Ph.D. in matematica a Princeton nel 1959. È uno dei molti logici allievi di  Alonzo Church.
Mentre studiava per il dottorato, nel 1957 Smullyan pubblicò sul Journal of Symbolic Logic un saggio in cui sosteneva che l'incompletezza gödeliana era valida per sistemi formali considerevolmente più elementari di quello descritto da Gödel nel suo fondamentale scritto del 1931. La moderna comprensione del teorema d'incompletezza di Gödel ha inizio con questo lavoro. In seguito Smullyan ha rilevato che gran parte dell'ammirazione che nutriamo per il teorema di Gödel dovrebbe essere diretta al teorema d'indefinibilità di Tarski,  molto più facile da dimostrare ma ugualmente rivoluzionario dal punto di vista filosofico.
Il culmine delle riflessioni sui teoremi classici limitativi della logica matematica, che lo hanno accompagnato lungo tutto il corso della sua vita, si intitola:
- R. M. Smullyan, "Gödel's Incompleteness Theorems" in Lou Goble, (ed.), The Blackwell Guide to Philosophical Logic, Malden, Blackwell 2001, pp. 72-89. ISBN 0631206930.

Oltre che scrivere di logica ed insegnarla, Smullyan ha pubblicato una registrazione dei suoi pezzi classici al piano preferiti scritti da Bach, Scarlatti, e Schubert. Ha anche scritto un'autobiografia intitolata Some Interesting Memories: A Paradoxical Life. ISBN 1888710101.
Nel 2001, il regista di documentari Tao Ruspoli ha diretto un  film su Raymond Smullyan dal titolo This Film Needs No Title (parodiando il titolo del libro di Smullyan This Book Needs No Title. ISBN 0671628313). Sposatosi con Blanche, un'insegnante di pianoforte, nel 1958, è rimasto vedovo nel 2006 quando ella è morta all'età di 100 anni.

## Smullyan e la logica ricreativa
Smullyan è autore di molti libri di matematica e logica ricreativa. Uno dei più importanti è intitolato Qual è il titolo di questo libro?.
Molti dei suoi problemi logici sono estensioni di rompicapo classici. Sull'isola dei cavalieri e dei furfanti i personaggi sono cavalieri (che dicono sempre la verità) e furfanti (che mentono sempre). Prendono spunto dalla storia delle due porte e dei due guardiani, uno che mente sempre e l'altro che dice sempre il vero, ma non si sa quale sia l'uno e quale sia l'altro. Una porta conduce al paradiso, l'altra all'inferno, ed il rompicapo consiste nello scoprire quale sia la porta "buona" facendo una sola domanda a uno dei due guardiani. Una possibile soluzione è chiedere "Quale porta mi indicherebbe l'altro guardiano se gli chiedessi la via per l'inferno?".
In rompicapo più complessi, Smullyan introduce personaggi che possono mentire o dire la verità (chiamati "normali"), ed inoltre invece di rispondere "sì" o "no", usano parole che significano "sì" o "no", ma il lettore non sa in partenza quale significato attribuire ad ognuna delle due. Nei suoi indovinelli logici in Transilvania, metà degli abitanti è matta, e crede solo in affermazioni false, mentre l'altra metà è sana, e crede solo in affermazioni vere. Inoltre, gli umani dicono sempre la verità, mentre i vampiri mentono sempre. Per esempio, un vampiro matto crederà vera l'affermazione "2+2 non fa 4" ma mentirà dicendo che è falsa. Un vampiro sano sa che 2+2 fa 4, ma mentirà e dirà che non è vero. E viceversa per gli umani. Quindi qualsiasi affermazione fatta da un umano sano o da un vampiro matto è vera, mentre qualsiasi cosa affermi un umano matto o un vampiro sano è falsa.
Il suo libro Forever Undecided divulga i teoremi d'incompletezza di Gödel parlandone in termini di persone che ragionano e delle loro credenze, piuttosto che in termini di sistemi formali e di ciò che può essere provato al loro interno. Ad esempio, se un nativo dell'isola dei cavalieri e dei furfanti dice a un pensatore sufficientemente consapevole "Non crederai mai che io sono un cavaliere", l'interlocutore può non credere che il nativo sia un cavaliere o che sia un furfante senza diventare incoerente (ad esempio avendo due credenze tra loro contraddittorie). Il teorema equivalente afferma che per ogni sistema formale S esiste una proposizione matematica che può essere interpretata come "questa proposizione non può essere dimostrata nel sistema formale S". Se il sistema S è coerente, né la proposizione né il suo contrario potranno essere dimostrati al suo interno.
L'ispettore Craig è un personaggio che compare spesso nei racconti-rompicapo di Smullyan. In genere viene chiamato sulla scena di un delitto che ha una soluzione di tipo matematico. Poi, attraverso una serie di sfide sempre più difficili Craig e il lettore iniziano a capire i principi alla base dell'enigma. Infine il racconto culmina nella comprensione dello svolgimento del crimine da parte dell'ispettore Craig (e del lettore), utilizzando i principi matematici e logici appresi. 

È interessante notare che Craig in genere non apprende la teoria formale alla base degli enigmi che risolve, e Smullyan di solito usa qualche capitolo successivo alle avventure dell'ispettore per illustrare al lettore le analogie tra enigmi e teorie.
Il suo libro Fare il verso al pappagallo e altri rompicapi logici (1985, ISBN 8845216217) è un'introduzione ricreativa alla logica combinatoria.

## Opere

### Opere tradotte in italiano
- (1981)  Qual è il titolo di questo libro?. ISBN 8808054225, Zanichelli (edizione originale: What Is the Name of This Book?, 1978. ISBN 0139550623)
- (1985)  Donna o tigre?. ISBN 880806008X, Zanichelli (edizione originale: The Lady or the Tiger?, 1982. ISBN 0812921178)
- (1987)  5000 avanti Cristo... e altre fantasie filosofiche. ISBN 8808039986, Zanichelli (edizione originale: 5000 B.C. and other philosophical fantasies, 1983. ISBN 0312295162)
- (1988)  Alice nel paese degli indovinelli. Racconto alla maniera di Lewis Carroll per bambini infraottantenni. ISBN 8808053741, Zanichelli (edizione originale:  Alice in Puzzle-land, 1984. ISBN 0688007481)
- (1990)  Fare il verso al pappagallo e altri rompicapi logici. ISBN 8845216217, Bompiani (edizione originale: To Mock a Mockingbird, 1985. ISBN 0192801422)
- (1994)  Satana, Cantor e l'infinito. ISBN 8845222624, Bompiani (edizione originale: Satan, Cantor and Infinity, 1992. ISBN 0679406883)

### Opere disponibili in inglese

#### Divulgative
- (1977) The Tao is Silent. ISBN 0060674695
- (1979) The Chess Mysteries of Sherlock Holmes. ISBN 0394737571
- (1980) This Book Needs No Title. ISBN 0671628313
- (1981) The Chess Mysteries of the Arabian Knights. ISBN 0192861247
- (1987) Forever Undecided. ISBN 0192801414
- (1997) The Riddle of Scheherazade. ISBN 0156006065
- (2002) Some Interesting Memories: A Paradoxical Life. ISBN 1888710101
- (2003) Who Knows?: A Study of Religious Consciousness. ISBN 0253215749
- (2007) The Magic Garden of George B. And Other Logic Puzzles. ISBN 9788876990663, Polimetrica
- (2009) Logical Labyrinths. ISBN 9781568814438, A K Peters
- (2009) Rambles Through My Library. ISBN 9780963923165, Praxis International
- (2015) Reflections: The Magic, Music and Mathematics of Raymond Smullyan ISBN 978-981-4644-58-7
- (2016) A Mixed Bag: Jokes, Riddles, Puzzles and Memorabilia ISBN 978-098-6144-57-8

#### Accademiche
- (1961) Theory of Formal Systems. ISBN 069108047X
- (1968) First-order Logic. ISBN 0486683702
- (1992) Gödel's Incompleteness Theorems. ISBN 0195046722
- (1993) Recursion Theory for Metamathematics. ISBN 019508232X
- (1994) Diagonalization and Self-Reference. ISBN 0198534507
- (1996) Set Theory and the Continuum Problem. ISBN 0198523955
- (2014) A Beginner's Guide to Mathematical Logic ISBN 0486492370
- (2016) A Beginner's Further Guide to Mathematical Logic ISBN 978-981-4730-99-0